# 青岛公交321路线
青岛公交321路环线，是青岛市胶州湾东岸城区的一条公交线。该路线自1998年5月22日起开通运营，途经市南区和崂山区。

## 路线走向
- 下行：途经山东路、闽江路、香港中路、高雄路、宁夏路、香港东路、云岭路、仙霞岭路、阳岭路、银川东路、科大支路。
- 上行：科大支路、松岭路、苗岭路、云岭路、香港东路、宁夏路、高雄路、香港中路、山东路。[參⁠ 2][參⁠ 3][參⁠ 1]

## 停车站点
321路线是轮渡站经青岛大学东校区站返回轮渡站的环行线，但实际为上下行路线大体对称的往返线（但副站不清客）。下表按照轮渡站至青岛大学东校区站的往返线进行表示。本路线共设置45个停车站点，其中15个仅单方向停靠（含4个单向站）。
| 序号 | 站名              | 下行                                                       | 下行                              | 上行                          | 上行                       | 换乘地铁               | 备注   |
| 序号 | 站名              | 停车                                                       | 站位                              | 停车                          | 站位                       | 换乘地铁               | 备注   |
| ---- | ----------------- | ---------------------------------------------------------- | --------------------------------- | ----------------------------- | -------------------------- | ---------------------- | ------ |
| 1    | 市政府山东路③站   | 快进的向下双箭头图形 · 公共汽车的图形                      | 山东路路/闽江路路                 |                               | 香港中路/南通路            | 五四广场站（2、3、8）  |        |
| 2    | 市政府山东路      |                                                            |                                   | 向上箭头图形 · 公共汽车的图形 | 山东路/香港中路            | 五四广场站（2、3、8）  |        |
| 3    | 新浦支路          | 向下箭头图形 · 公共汽车的图形                              | 闽江路/新浦支路                   |                               |                            |                        |        |
| 4    | 市政府            |                                                            |                                   | 向上箭头图形 · 公共汽车的图形 |                            |                        |        |
| 5    | 伟东尚城          | 向下箭头图形 · 公共汽车的图形                              | 闽江路/南京路                     |                               |                            |                        |        |
| 6    | 香港中路徐州路①   |                                                            |                                   | 向上箭头图形 · 公共汽车的图形 | 香港中路/徐州路            | 浮山所站（2）          |        |
| 7    | 浮山所站          | 向下箭头图形 · 公共汽车的图形                              | 南京路/漳浦路                     |                               |                            | 浮山所站（2）          |        |
| 8    | 远洋广场站        | 向下箭头图形 · 公共汽车的图形                              | 香港中路/燕儿岛路                 | 向上箭头图形 · 公共汽车的图形 | 香港中路/燕儿岛路          | 燕儿岛路站（2、7）     |        |
| 9    | 辛家庄站          | 向下箭头图形 · 公共汽车的图形                              | 香港中路/澄海三路                 | 向上箭头图形 · 公共汽车的图形 | 香港中路/澄海一路          |                        |        |
| 10   | 高雄路站          | 向下箭头图形 · 公共汽车的图形                              | 高雄路/金门路                     | 向上箭头图形 · 公共汽车的图形 | 高雄路/福清路              | 高雄路站（2）          |        |
| 11   | 青岛大学高雄路站  |                                                            |                                   | 向上箭头图形 · 公共汽车的图形 | 高雄路/宁夏路              | 青岛大学站（5）        |        |
| 12   | 青岛大学站        | 向下箭头图形 · 公共汽车的图形                              | 宁夏路/台北路                     |                               |                            | 青岛大学站（5）        |        |
| 13   | 麦岛香港东路站    | 向下箭头图形 · 公共汽车的图形                              | 香港东路路/宁夏路                 | 向上箭头图形 · 公共汽车的图形 | 香港东路/宁夏路            | 麦岛路站（2、5）       |        |
| 14   | 青岛大学东院站    | 快进的向下双箭头图形 · 公共汽车的图形                      | 香港东路/青大路                   | 向上箭头图形 · 公共汽车的图形 | 香港东路/青大路            |                        |        |
| 15   | 徐家麦岛站        | 向下箭头图形 · 公共汽车的图形                              | 香港东路/海游路                   | 向上箭头图形 · 公共汽车的图形 | 香港东路/青大一路          | 海游路站（2）          |        |
| 16   | 王家麦岛站        | 向下箭头图形 · 公共汽车的图形                              | 香港东路/海江路                   | 向上箭头图形 · 公共汽车的图形 | 香港东路/(海川路-青大三路) |                        |        |
| 17   | 海川路站          | 向下箭头图形 · 公共汽车的图形                              | 香港东路/海川路                   |                               |                            | 海川路站（2）          | 单向站 |
| 18   | 海青路站          | 向下箭头图形 · 公共汽车的图形                              | 香港东路/海青路                   | 向上箭头图形 · 公共汽车的图形 | 香港东路/海青路            |                        |        |
| 19   | 海安路站          | 向下箭头图形 · 公共汽车的图形                              | 香港东路/海安路                   | 向上箭头图形 · 公共汽车的图形 | 香港东路/海安路            | 海安路站（2）          |        |
| 20   | 山东头站          | 向下箭头图形 · 公共汽车的图形                              | 香港东路/山東頭村路               | 向上箭头图形 · 公共汽车的图形 | 香港东路/山東頭村路        |                        |        |
| 21   | 香港东路海尔路①站 |                                                            |                                   | 向上箭头图形 · 公共汽车的图形 | 香港东路/海尔路            | 石老人浴场站（2、5）   |        |
| 22   | 香港东路海尔路站  | 向下箭头图形 · 公共汽车的图形                              | 香港东路/海尔路                   | 向上箭头图形 · 公共汽车的图形 |                            | 石老人浴场站（2、5）   |        |
| 23   | 香港东路秦岭路站  | 向下箭头图形 · 公共汽车的图形                              | 香港东路/秦岭路                   | 向上箭头图形 · 公共汽车的图形 | 香港东路/(秦岭路-深圳路)   |                        | 单向站 |
| 24   | 青岛大剧院站      |                                                            |                                   | 向上箭头图形 · 公共汽车的图形 | 香港东路/云岭路            |                        |        |
| 25   | 青岛博物馆站      | 向下箭头图形 · 公共汽车的图形                              | 云岭路/梅岭东路                   | 向上箭头图形 · 公共汽车的图形 | 云岭路/梅岭东路            | 会展中心站（蓝谷、15） |        |
| 26   | 苗岭路云岭路站    |                                                            |                                   | 向上箭头图形 · 公共汽车的图形 | 苗岭路/云岭路              |                        |        |
| 27   | 松岭路苗岭路站    |                                                            |                                   | 向上箭头图形 · 公共汽车的图形 | 松岭路/苗岭路              |                        |        |
| 28   | 崂山文化中心站    | 向下箭头图形 · 公共汽车的图形                              | 仙霞岭路/云岭路                   |                               |                            |                        |        |
| 29   | 朱家洼站          |                                                            |                                   | 向上箭头图形 · 公共汽车的图形 | 松岭路/朱家洼社区无名路    |                        |        |
| 30   | 银川东路阳岭路站  | 向下箭头图形 · 公共汽车的图形                              | 银川东路/阳岭路                   |                               |                            |                        |        |
| 31   | 崂山党校站        | 向下箭头图形 · 公共汽车的图形                              | 科大支路/银川东路                 |                               |                            |                        |        |
| 32   | 青岛二中站        |                                                            |                                   | 向上箭头图形 · 公共汽车的图形 | 松岭路/科大支路            | 青岛二中站（蓝谷）     |        |
| 33   | 青岛科技大学西②站 | 快进的向下双箭头图形 · 公共汽车的图形                      | 科大支路/青岛大学东校区西院西门   |                               |                            |                        |        |
| 34   | 青大金家岭校区站  | 快进的向下双箭头图形 · 向下右拐弯箭头图形 · 公共汽车的图形 | 科大支路/青岛大学东校区东院西南门 | 向右上拐弯箭头图形            |                            |                        |        |

## 运营时间
以下均为当地时间（UTC+8）为准。
- 市政府山东路③站（主站）：05:40-22:00
- 青大金家岭校区站（中途副站）：06:25-22:45

## 票制票价
本路线车辆均为普通车，无人售票二段制。每人次投币RMB ¥ 1-2。

## 特色服务

### 互联网+公交快车
321路线工作日上班高峰时段开通“互联网+”公交，只停靠客流集中的部分站点，以缩短运行时间。快车运行时，车辆前挡风玻璃处放置“互联网+公交快车”标牌。
- 早：轮渡站6:50、7:10、7:30发出下行车3班次。

## 备注
1. ↑  在不限于本路线的情况下，无同名相反方向行车的站点
2. ↑   註: